# Cameron van der Burgh
Cameron van der Burgh (ur. 25 maja 1988 w Pretorii) – południowoafrykański pływak, mistrz olimpijski, dwukrotny mistrz świata na basenie 50-metrowym i czterokrotny mistrz świata na krótkim basenie.
Jego największym sukcesem jest złoty medal igrzysk olimpijskich w Londynie w 2012 roku na dystansie 100 m stylem klasycznym w czasie nowego rekordu świata (58,46 s) oraz złoty medal mistrzostw świata w Rzymie z 2009 roku na 50 m stylem klasycznym oraz rekord świata na dystansie 50 m stylem klasycznym (26,67). W sierpniu 2015 roku, na mistrzostwach świata w Kazaniu, płynąc w eliminacjach poprawił rekord świata, uzyskując czas 26,62. Jego rekord został pobity kilka godzin później przez Brytyjczyka Adama Peaty'ego podczas półfinałów. Van der Burgh na tych mistrzostwach zdobył dwa srebrne medale, w konkurencji 50 i 100 m stylem klasycznym.
Podczas igrzysk olimpijskich w Rio de Janeiro zdobył srebrny medal na dystansie 100 m stylem klasycznym.
W grudniu 2018 roku po mistrzostwach świata na krótkim basenie w Hangzhou, na których zwyciężył w konkurencjach 50 i 100 m stylem klasycznym, zakończył karierę sportową.

## Rekordy świata
| Data              | Miejsce          | Konkurencja                          | Rezultat | Status                             |
| ----------------- | ---------------- | ------------------------------------ | -------- | ---------------------------------- |
| 18 kwietnia 2009  | Durban           | 50 m stylem klasycznym (basen 50 m)  | 27,06 s  | do 8 maja 2009 Felipe França Silva |
| 28 lipca 2009     | Rzym             | 50 m stylem klasycznym (basen 50 m)  | 26,74 s  | do 29 lipca 2009                   |
| 29 lipca 2009     | Rzym             | 50 m stylem klasycznym (basen 50 m)  | 26,67 s  | do 4 sierpnia 2015                 |
| 4 sierpnia 2015   | Kazań            | 50 m stylem klasycznym (basen 50 m)  | 26,62 s  | do 4 sierpnia 2015 Adam Peaty      |
| 29 lipca 2012     | Londyn           | 100 m stylem klasycznym (basen 50 m) | 58,46 s  | do 17 kwietnia 2015 Adam Peaty     |
| 8 listopada 2008  | Moskwa           | 50 m stylem klasycznym (basen 25 m)  | 26,08 s  | do 11 listopada 2008               |
| 11 listopada 2008 | Sztokholm        | 50 m stylem klasycznym (basen 25 m)  | 25,94 s  | do 8 sierpnia 2009                 |
| 8 sierpnia 2009   | Pietermaritzburg | 50 m stylem klasycznym (basen 25 m)  | 25,43 s  | do 14 listopada 2009               |
| 14 listopada 2009 | Berlin           | 50 m stylem klasycznym (basen 25 m)  | 25,25 s  | aktualny                           |
| 9 listopada 2008  | Moskwa           | 100 m stylem klasycznym (basen 25 m) | 56,88 s  | do 9 sierpnia 2009                 |
| 9 sierpnia 2009   | Pietermaritzburg | 100 m stylem klasycznym (basen 25 m) | 55,99 s  | do 15 listopada 2009               |
| 15 listopada 2009 | Berlin           | 50 m stylem klasycznym (basen 25 m)  | 55,61 s  | do 15 listopada 2020 Adam Peaty    |